# Marko Bošnjak
Marko Bošnjak   (Prozor, 10 de gener de 2004) és un cantautor bosniocroat. Va saltar a la fama com a guanyador de la segona temporada del programa de talents serbi Pinkove Zvezdice. Va representar Croàcia al Festival de la Cançó d'Eurovisió 2025 amb la cançó «Poison Cake».
Bošnjak va néixer a la ciutat hercegoviniana de Mostar, però va créixer a la ciutat bosniana de Prozor-Rama. Des dels cinc anys, cantava en un cor d'església després que la seva mare obligués les seves germanes grans a endur-se'l amb elles. Ja a aquella edat, va guanyar el festival Djeca Pjevaju Isusu (lit. ‘Els nens canten a Jesús’). A 11 anys, es va apuntar al concurs de talents serbi Pinkove Zvezdice, tot i les objeccions del seu pare a causa de la distància en cotxe.
Bošnjak va ser víctima d'assetjament escolar a Prozor-Rama, ja que era percebut com a «diferent» dels altres nens de la seva edat, cosa que el va impulsar a canviar d'entorn i finalment a traslladar-se a Zagreb. En traslladar-se a Croàcia, va treballar en diverses feines, com ara a discoteques, d'atenció al client a LELO i a la cadena KFC a Črnomerec. La confessió sobre la seva feina a KFC l'abril del 2023 es va fer viral, ja que aleshores ja era famós. Va deixar KFC el mes següent per centrar-se plenament en la música, tot i que va expressar la seva confusió a Story.hr: «Tot això ['enrenou'] també em va sorprendre, perquè no sé des de quan es va tornar vergonyós treballar».

## Carrera musical

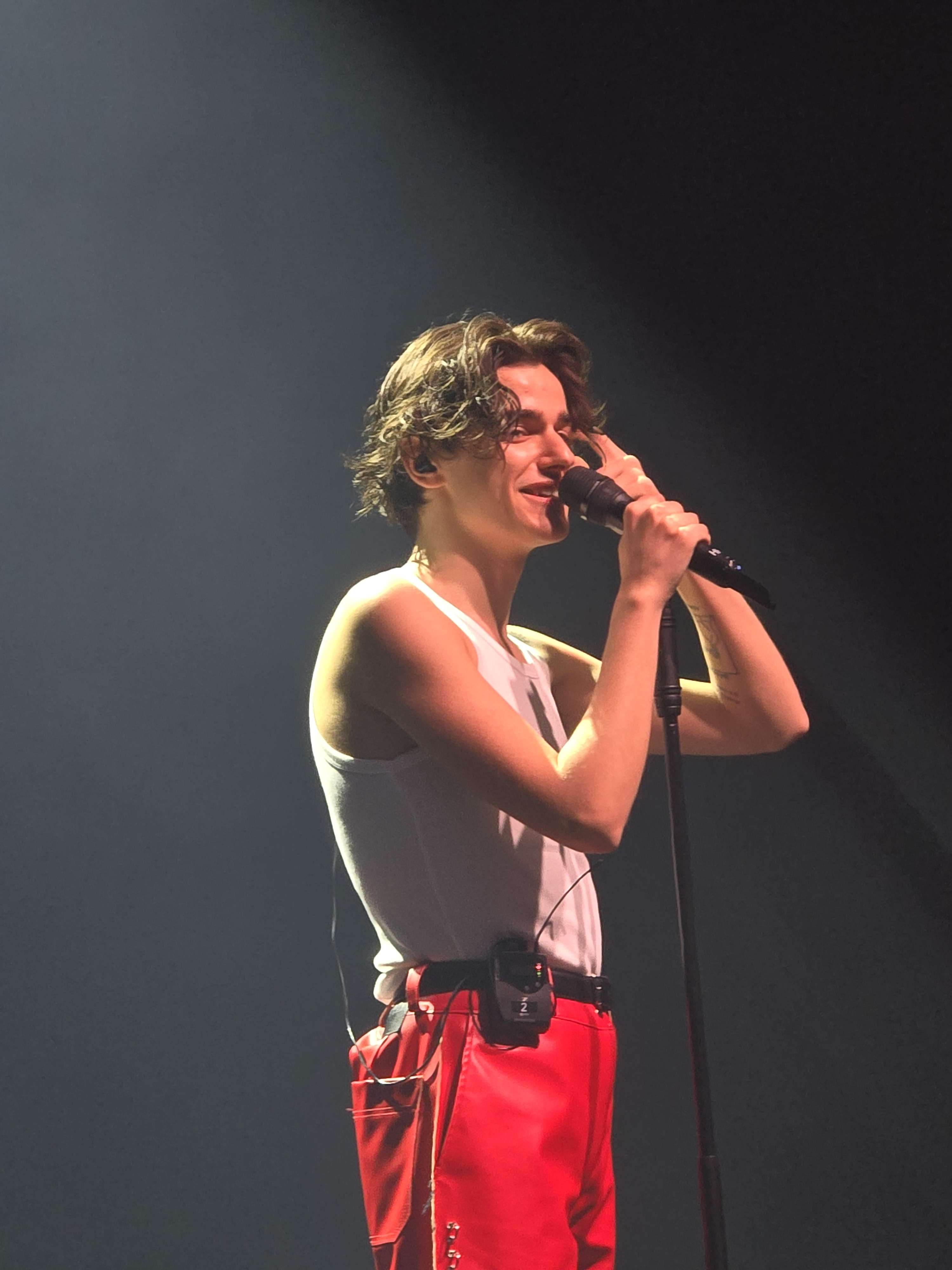
Bošnjak a la festa d'Eurovisió de Londres de 2025.

A partir del 4 de setembre de 2015, Bošnjak va aparèixer com a concursant a la segona temporada de Pinkove Zvezdice. En el primer programa, Bošnjak va cantar la cançó «One Night Only» de Jennifer Hudson. Els cinc membres del jurat, Milan Stanković, Jelena Tomašević, Goca Tržan, Hari Varešanović i Leontina Vukomanović, van alçar les seves cadires i el van votar directament a la següent ronda. En la seva segona aparició va cantar «Kao moja mati» de Zdravko Čolić i va avançar a la següent ronda. El 6 de gener de 2016, Bošnjak va interpretar «Što te nema» de Jadranka Stojaković. Durant el següent episodi, el 8 d'abril de 2016, va cantar «Don't You Remember» d'Adele. A la final, Bošnjak va tornar a escollir «Što te nema» i va guanyar el concurs.
El 17 de desembre de 2021, Bošnjak va ser anunciat com un dels catorze participants de Dora, el concurs nacional elegir el representant de Croàcia al Festival de la Cançó d'Eurovisió 2022; hi va interpretar la cançó «Moli za nas». Al final de la votació, la cançó havia rebut 179 punts, i va quedar segona d'un total de 14 candidats. «Moli za nas» es va publicar oficialment el 10 de febrer de 2022 com el senzill debut de Bošnjak. El 27 d'abril de 2022 es va anunciar que competiria a la 62a edició del Festival de Split amb la cançó «Pjesma za kraj». Un any més tard, a principis del 2023, va publicar el seu tercer senzill «Spokojan». El 14 d'abril de 2023, Bošnjak va publicar el seu quart senzill independent «Nema».
El juny de 2024, Bošnjak va actuar a la Marxa de l'Orgull de Zagreb. El setembre, va actuar en un concert benèfic per a Gaza al Klub Močvara de Zagreb, els beneficis del qual van ser donats a l'UNRWA. El novembre d'aquell any va publicar el seu setè senzill «Takav dan», inspirat líricament en la cançó del grup Zana de 1982 «Dodirni mi kolena». El vers «Tučem te ključem od stana» (lit. ‘Et pego amb la clau del pis’) va generar controvèrsia i va fer que Bošnjak fos acusat de promoure la violència domèstica; al programa Kod nas doma d'HRT 1, va dir a Iva Šulentić que la lletra recontextualitza una de les lletres de Zana i és «una hipèrbole, una intertextualitat... Com una petita amenaça, però no massa seriosa».

Marko Bošnjak a Dora 2025.

El 5 de desembre de 2024, va ser anunciat com un dels 24 participants de Dora per a Eurovisió 2025, amb la cançó «Poison Cake». El 24 de febrer de 2025, es va anunciar que competiria a la novena temporada del concurs musical de telerealitat Tvoje lice zvuči poznato, l'edició croata de Tu cara me suena. El 2 de març de 2025, va guanyar Dora, cosa que li va permetre representar Croàcia al Festival de la Cançó d'Eurovisió 2025 a Basilea. A causa de la seva victòria, el 18 de març, es va anunciar que ja no participaria a Tvoje lice zvuči poznato a partir del vuitè episodi; en aquell moment, només s'havien emès dos episodis. Al llarg de set episodis, l'últim dels quals es va emetre el 20 d'abril de 2025, es va fer passar per Mladen Grdović, Madonna, Zdravko Čolić, Miley Cyrus, Toše Proeski, Lady Gaga i Lepa Brena. El 13 de maig de 2025, Bošnjak va actuar a la primera semifinal d'Eurovisió, on va obtenir 28 punts, va quedar dotzè i no va aconseguir classificar-se per a la gran final.

## Vida personal
Bošnjak va identificar-se públicament com a gai el 2024, cosa que va generar una reacció homòfoba generalitzada en línia després de la seva victòria a Dora un any després. El 30 de març de 2025, Bošnjak va ser convidat al programa d'entrevistes Nedjeljom u dva, on va parlar d'aquesta resposta negativa, entre altres temes.